# Congopyrgota similis
Congopyrgota similis är en tvåvingeart som först beskrevs av Steyskal 1963.  Congopyrgota similis ingår i släktet Congopyrgota och familjen Pyrgotidae. Inga underarter finns listade i Catalogue of Life.